# Roden Cutler
Sir Arthur Roden Cutler (Manly, 24 maggio 1916 – Sydney, 22 febbraio 2002) è stato un diplomatico australiano.

## Biografia
Crebbe nel sobborgo di Manly, dove frequentò il Manly Village Public School. All'età di 15 si iscrisse alla Sydney Boys High School. Dopo la scuola, lavorò per il Texas Company Australasia, che più tardi divenne Texaco.

## Carriera

### Carriera militare
Studiò economia presso l'Università di Sydney e si unì alla Sydney University Regiment nel 1936. Nel maggio 1940, si trasferì dalla milizia di cittadini per la Second Australian Imperial Force, ricevendo una commissione del 2/5° Field Regiment, Royal Australian Artillery e della 7ª Divisione australiana.
Nel 1941 partecipò alla campagna in Siria e Libano. Durante la battaglia di Damour, una grave ferita gli causò l'amputazione di una gamba ma nella stessa campagna ricevette la Victoria Cross.

### Carriera diplomatica
Dopo la guerra, Cutler iniziò una lunga carriera nel servizio diplomatico. All'età di 29 anni è stato nominato Alto Commissario per la Nuova Zelanda (1946-1952). Prestò servizio a Ceylon (oggi Sri Lanka) (1952-1955) ed è stato il Ministro australiano in Egitto durante la crisi di Suez nel 1956.
Cutler ha agito in qualità di Segretario generale del sud-est asiatico nel Consiglio dei ministri riunitosi a Canberra nel mese di gennaio 1957 e divenne Capo del Protocollo del Dipartimento degli affari esteri (1957-1958). Fu anche Presidente della Repubblica del RSL nel 1958. Fu Alto Commissario in Pakistan (1958-1961) e console generale a New York (1961-1965), periodo durante il quale è stato il delegato australiano all'Assemblea generale delle Nazioni Unite nel 1962, 1963 e nel 1964 ed è stato il rappresentante australiano per l'indipendenza della Repubblica di Somalia nel 1960.
Il suo ultimo incarico fu ambasciatore nei Paesi Bassi nel 1965 ma venne interrotta nel 1966, quando venne nominato Governatore del Nuovo Galles del Sud.

## Morte
Dopo la fine del suo mandato come governatore, Cutler è stato Presidente di Ansett Express (1981-1992) e della State Bank of New South Wales (1981-1986). Rimase un monarchico convinto e fiero australiano, credendo nella monarchia che portava stabilità, continuità e nella tradizione al suo paese. Cutler morì il 22 febbraio 2002 a seguito di una lunga malattia.